# Skrýšov (Svatý Jan)
Skrýšov je malá vesnice, část obce Svatý Jan v okrese Příbram ve Středočeském kraji. Nachází se asi 1,5 kilometru severozápadně od Svatého Jana. Je zde evidováno 40 adres. V roce 2011 zde trvale žilo 69 obyvatel.
Skrýšov leží v katastrálním území Skrýšov u Svatého Jana o rozloze 5,43 km². V katastrálním území Skrýšov u Svatého Jana leží i Svatý Jan.

## Historie
První písemná zmínka o vesnici pochází z roku 1219.

## Obyvatelstvo
| Rok            | 1869 | 1880 | 1890 | 1900 | 1910 | 1921 | 1930 | 1950 | 1961 | 1970 | 1980 | 1991 | 2001 | 2011 | 2021 |
| -------------- | ---- | ---- | ---- | ---- | ---- | ---- | ---- | ---- | ---- | ---- | ---- | ---- | ---- | ---- | ---- |
| Počet obyvatel | 297  | 279  | 217  | 216  | 191  | 238  | 198  | 187  | 128  | 81   | 80   | 78   | 67   | 69   | 78   |
| Počet domů     | 34   | 40   | 30   | 30   | 29   | 29   | 37   | 49   | 49   | 25   | 28   | 28   | 26   | 32   | 32   |

## Pamětihodnosti
- Ve vesnici se nachází barokní zámek z roku 1762,[8] jehož současným majitelem je herec Karel Roden.[9][10]
- Boží muka
- Dvě lípy malolisté, chráněné jako památné stromy

## Galerie

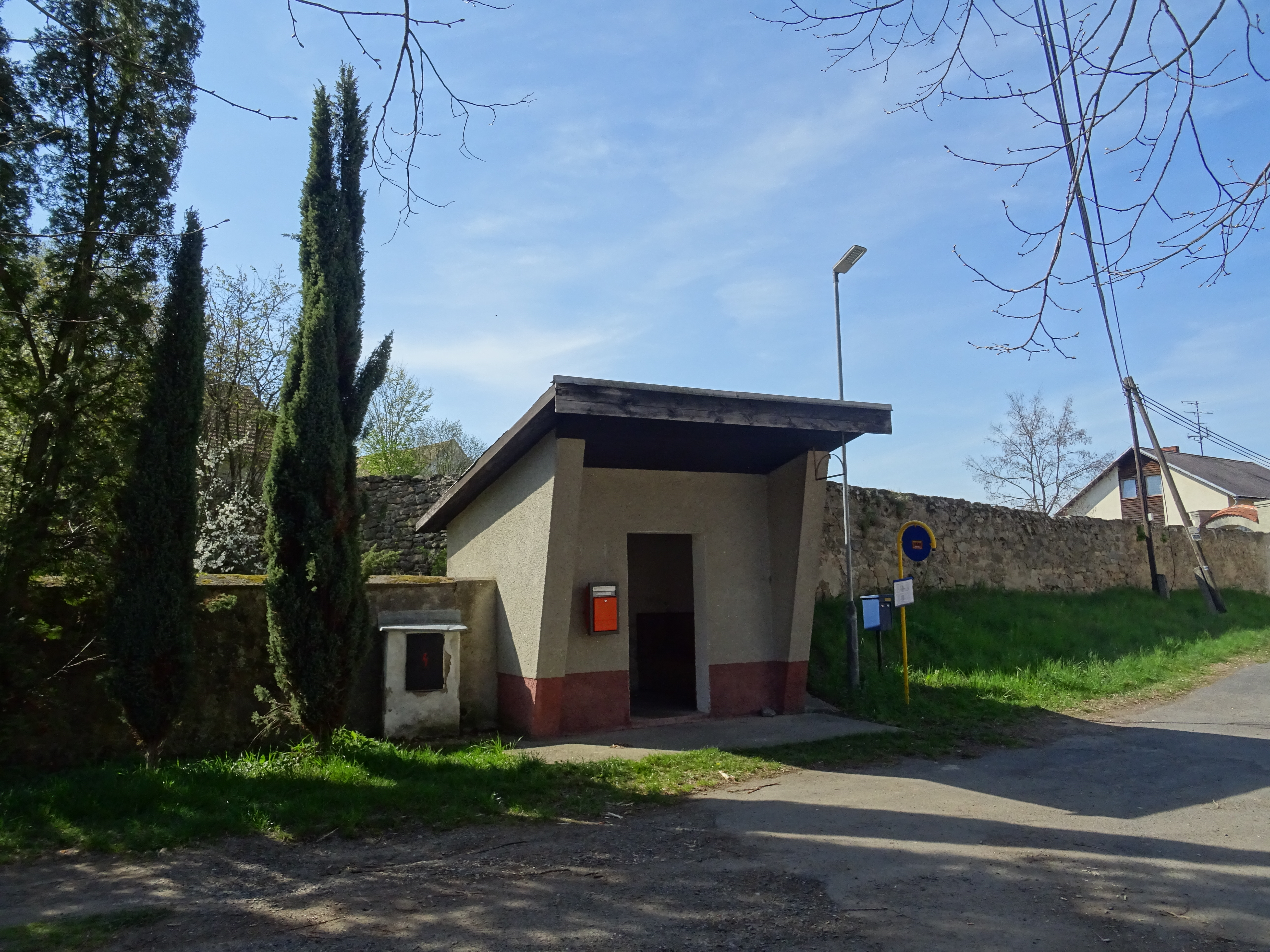
Autobusová zastávka
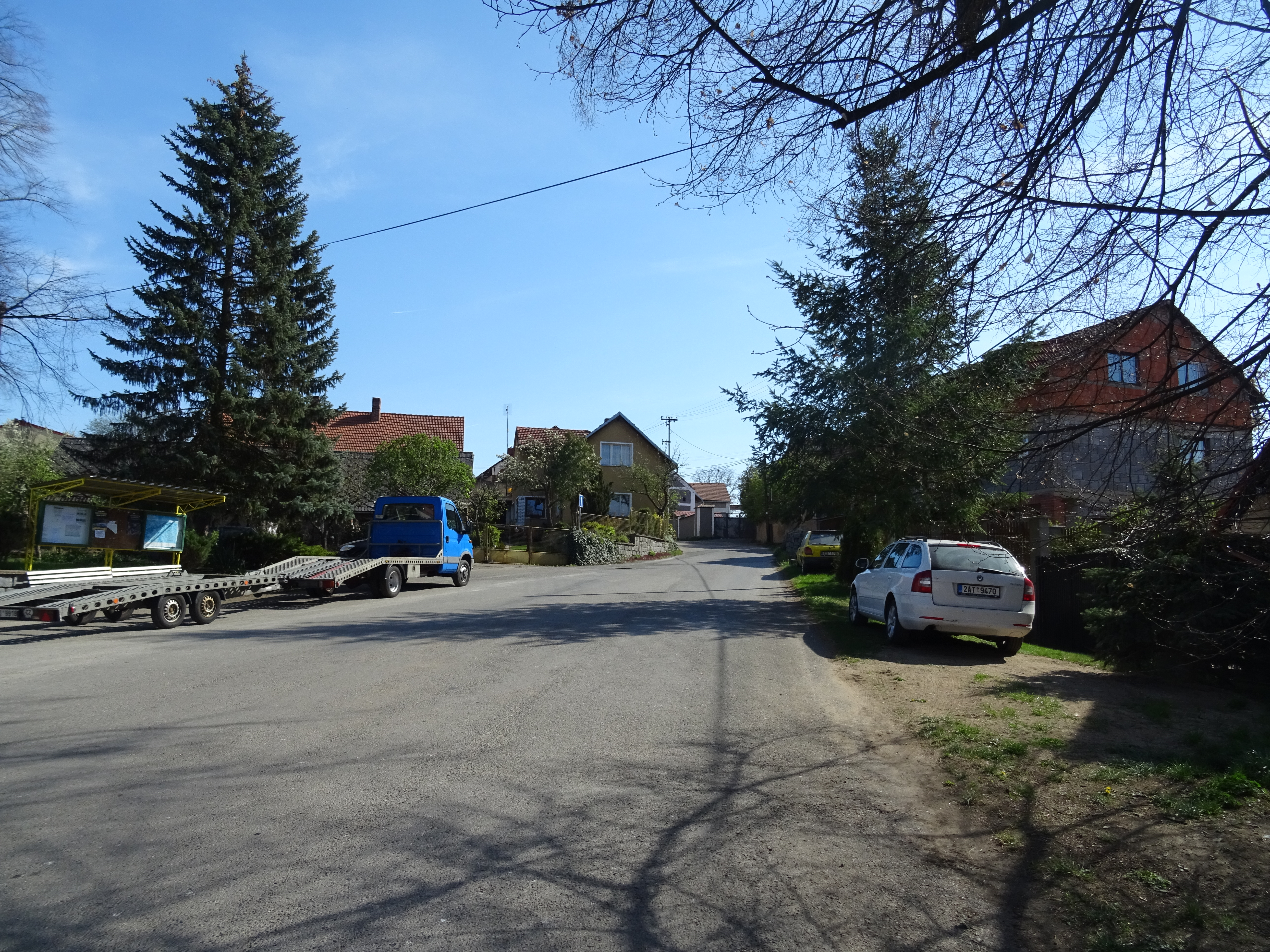
Náves
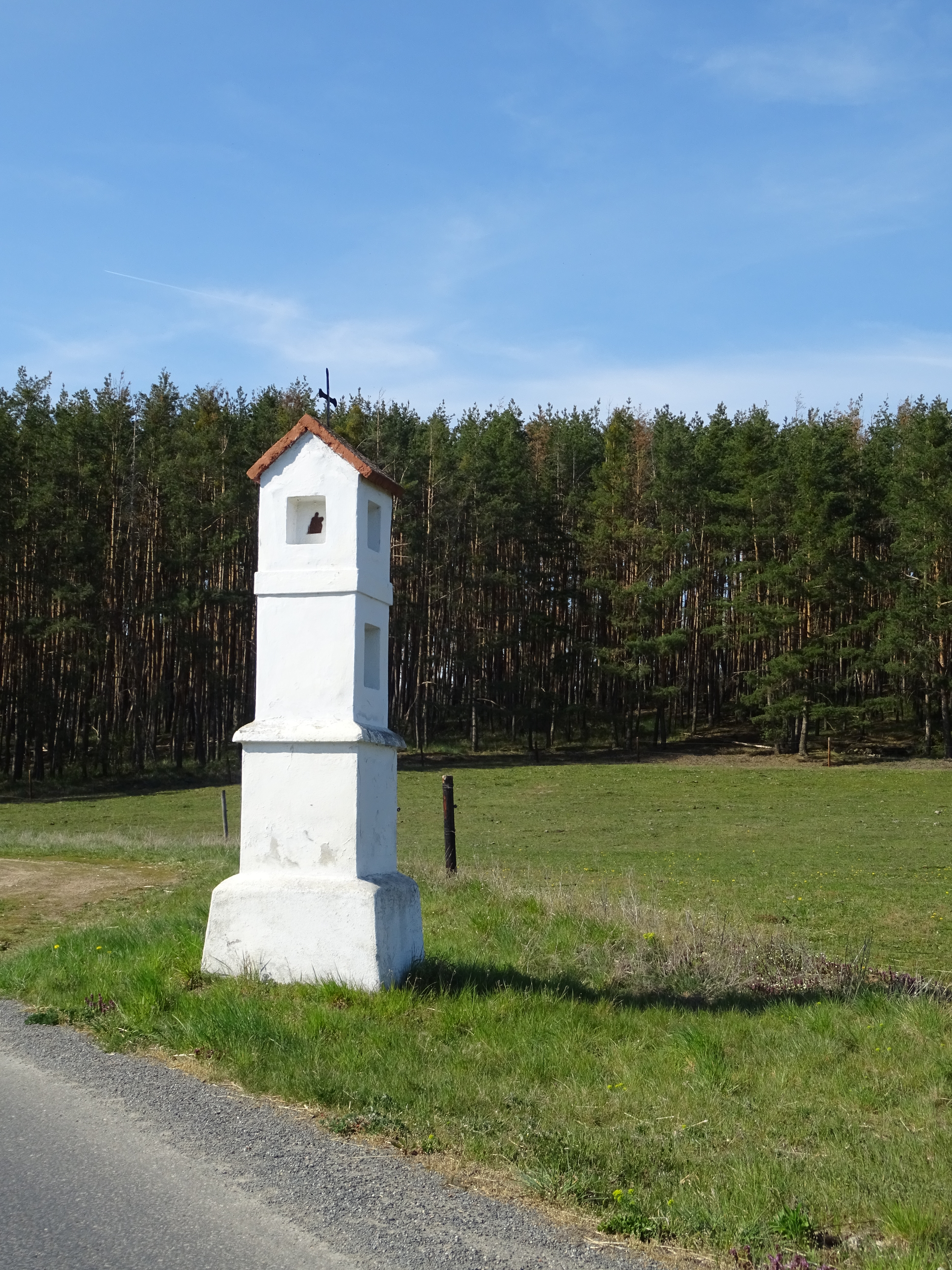
Křížek za vsí
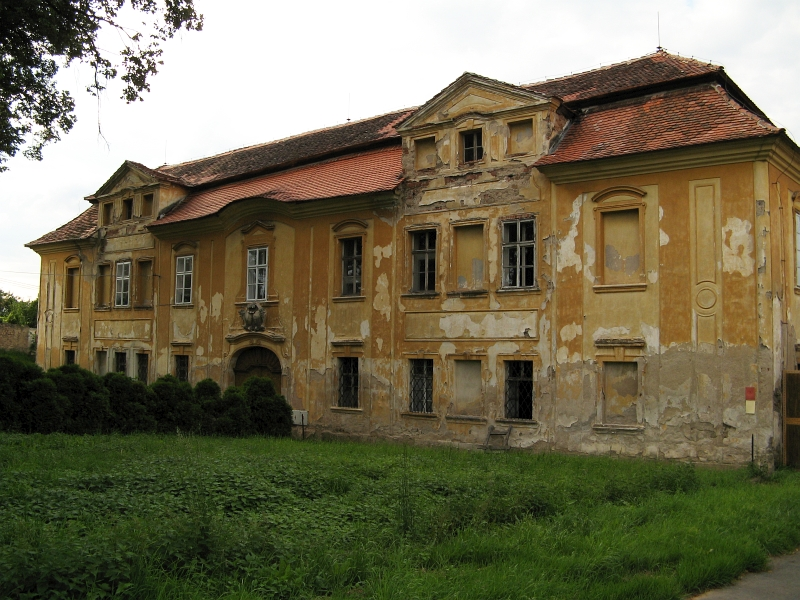
Zámek v roce 2014
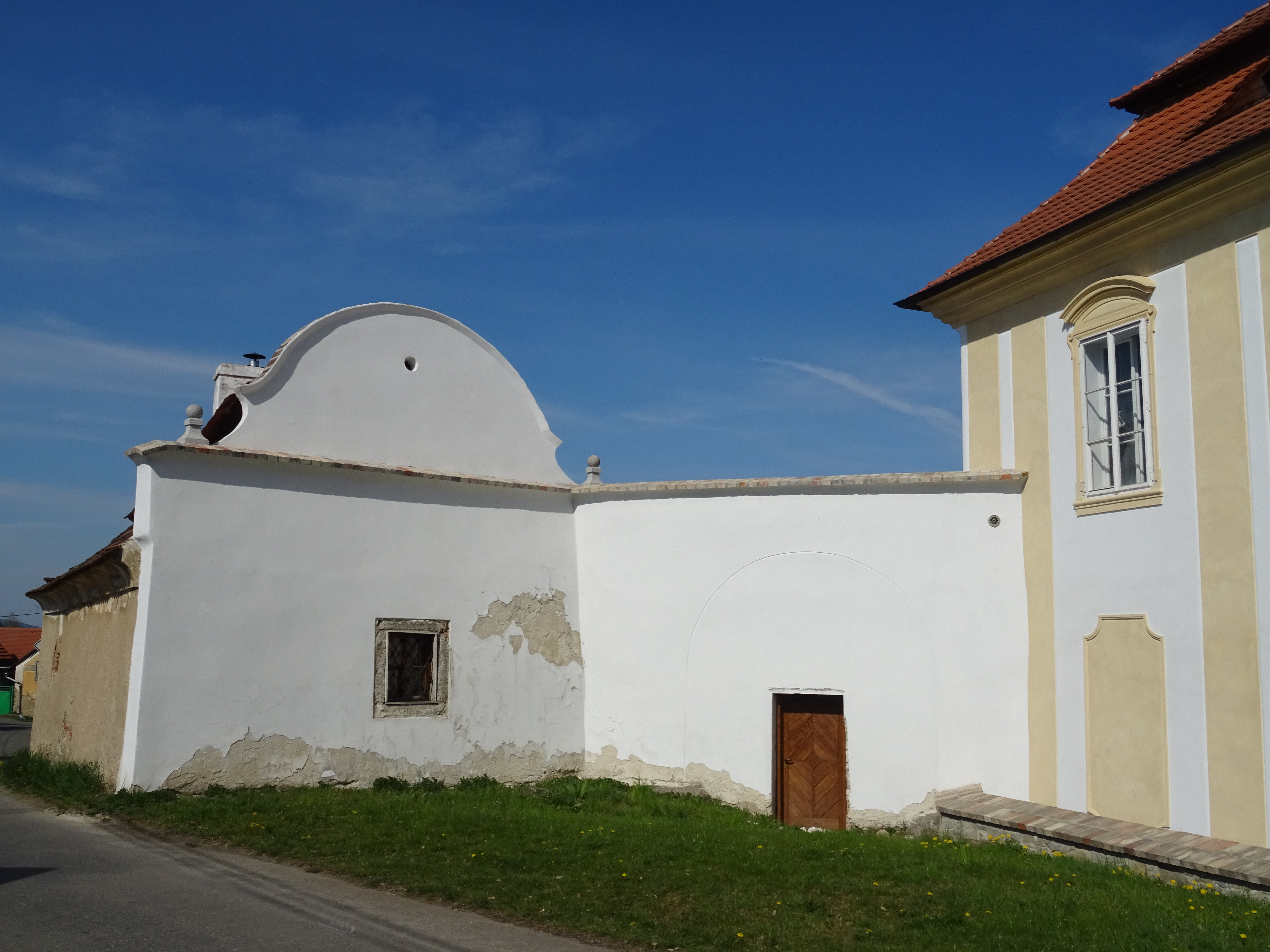
Západní strana zámku